# The Curse of the Cat People
The Curse of the Cat People is een Amerikaanse horrorfilm uit 1944 onder regie van Gunther von Fritsch en Robert Wise in zijn regiedebuut.

## Verhaal
Amy Reed is de dochter van Olliver en Alice. Ze lijdt aan waangedachten en vervreemdt daardoor van haar omgeving. Ze heeft een denkbeeldige vriendin, maar leert daarnaast ook Julia Farren kennen, een actrice die vervreemd is geraakt van haar dochter.

## Rolverdeling
| Acteur            | Personage         |
| ----------------- | ----------------- |
| Simone Simon      | Geest van Irena   |
| Kent Smith        | Oliver Reed       |
| Jane Randolph     | Alice Reed        |
| Ann Carter        | Amy Reed          |
| Eve March         | Juffrouw Callahan |
| Julia Dean        | Julia Farren      |
| Elizabeth Russell | Barbara Farren    |
| Erford Gage       | Politiechef       |
| Sir Lancelot      | Edward            |